# Ernst Schrader (Schriftsteller)
Ernst Schrader (auch: Ernst Theodor Ferdinand Schrader; * 18. September 1852 in Brandenburg an der Havel; † 25. April 1911 in Hannover) war ein deutscher Lehrer und Schriftsteller.

## Leben
Ernst Schrader kam als Sohn des Geheimen Oberregierungsrates und Kurators der Universität Halle Wilhelm Schrader zur Welt. Er besuchte das Friedrichs-Kollegium zu Königsberg in Preußen und studierte anschließend in Berlin und Königsberg von Michaelis 1871 bis Michaelis 1875 die Fächer Chemie, Physik und Mathematik. An der philosophischen Fakultät der Universität Königsberg wurde er schließlich zum Dr. phil. promoviert. In der Folge beschäftigte er sich eineinhalb Jahre zunächst mit chemischen Studien, bevor er zwei Jahre in der chemischen Praxis arbeitete. Im Dezember 1880 bestand er seine Prüfung zur Lehrbefähigung mit der Qualifikation als Oberlehrer, absolvierte dann sein Probejahr am Königlichen Gymnasium zu Insterburg und wurde dort zum Oktober 1881 in eine ordentliche Lehrerstelle berufen.
Im Herbst 1892 wurde Schrader als Oberlehrer an das Kaiser Wilhelms-Gymnasium zu Hannover versetzt wirkte dort 18 Jahre, und ging schließlich mit dem Titel als Professor 1910 oder am 1. April 1911 in den Ruhestand. Er starb aber nur wenige Wochen später.

## Schriften
Neben kleineren Abhandlungen in verschiedenen Zeitschriften veröffentlichte Schrader
- Studien über die Struktur der Legierungen
  - 1. Teil, Insterburg 1889
  - 2. Teil, Insterburg 1890[3]
- Neues Leben. Ein Spiel, 1886
- Einst und heut, Gedichte, 1898
- Ideale, Schauspiel, 1899
- Hopfen und Malz. Ein Spiel, 1900
- Zwischen Nacht und Morgen, Drama, 1906